# Wang Huiyuan
Wang Huiyuan – auch Wang Hui-yuan – (* 11. Oktober 1960 in Liaoning) ist ein chinesischer Tischtennisspieler. Zweimal wurde er Weltmeister im Teamwettbewerb.

## Werdegang
Von 1977 bis 1985 nahm Wang Huiyuan an fünf Weltmeisterschaften teil. Dabei wurde er 1981 und 1985 mit der chinesischen Mannschaft Weltmeister. Bronze gewann er 1979 im Doppel mit Li Zhenshi und im Mixed mit Zhang Deying sowie 1983 im Einzel und im Doppel mit Yang Yuehua.
1984 trat er bei den Asienmeisterschaften an. Hier siegte er im Mannschaftswettbewerb, im Doppel mit Chen Longcan und im Mixed mit He Zhili erreichte er das Endspiel.
In der ITTF-Weltrangliste belegte Wang Huiyuan im Februar 1985 und im Juli 1986 Platz drei.

## Turnierergebnisse
| Verband | Veranstaltung           | Jahr | Ort        | Land | Einzel        | Doppel        | Mixed         | Team |
| ------- | ----------------------- | ---- | ---------- | ---- | ------------- | ------------- | ------------- | ---- |
| CHN     | Asienmeisterschaft ATTU | 1984 | Islamabad  | PAK  | Halbfinale    | Silber        | Silber        | 1    |
| CHN     | Weltmeisterschaft       | 1985 | Göteborg   | SWE  | Viertelfinale | Viertelfinale | Viertelfinale | 1    |
| CHN     | Weltmeisterschaft       | 1983 | Tokio      | JPN  | Halbfinale    | Halbfinale    | Viertelfinale |      |
| CHN     | Weltmeisterschaft       | 1981 | Novi Sad   | YUG  | Viertelfinale | letzte 32     | letzte 16     | 1    |
| CHN     | Weltmeisterschaft       | 1979 | Pyongyang  | PRK  | letzte 128    | Halbfinale    | Halbfinale    |      |
| CHN     | Weltmeisterschaft       | 1977 | Birmingham | ENG  | keine Teiln.  | letzte 32     | keine Teiln.  |      |